# آکادمی موسیقی کانتری
آکادمی موسیقی کانتری (به انگلیسی: Academy of Country Music) در سال ۱۹۶۴ در لس آنجلس، کالیفرنیای آمریکا به عنوان آکادمی موسیقی کانتری و غربی تأسیس شد.

## برگزاری اولین دوره اعطای جوایز
این آکادمی اولین دوره اعطای جوایز خود را در سال ۱۹۶۵ برگزار کرد و طبق آن هنرمندان برتر کانتری سال را اعلام نمود:
- باک اوانز (Buck Owens) بهترین خواننده مرد سال
- بانی اوانز (Bonnie Owens) بهترین خواننده زن سال
- مرله هاگارد (Merle Haggard) بهترین خواننده تازه‌کار مرد سال
- کی آدامز (Kaye Adams) بهترین خواننده تازه‌کار زن سال
- گروه باکاروس (یا باک اوانز باند) بهترین گروه کانتری سال

این گونه بود که آکادمی موسیقی کانتری اولین جشنواره جوایز جود را برگزار نمود.

## گونه‌های جوایز
جوایز آکادمی موسیقی کانتری به هنرمندان به دو دسته تقسیم می‌شود:
- جایزه بهترین در سال
- جایزه بهترین در دهه

### جوایز بهترین‌های سال
این جوایز شامل مردان و زنان خواننده، آلبوم‌ها، ویدئوها و آهنگ‌ها و موسیقیدانان را شامل می‌شود. معمولاً بهترین‌های سال در ماه‌های آوریل یا می سال بعد معرفی می‌شوند و جوایز به آن‌ها اعطا می‌شود. بدین گونه که اسامی و جوایز بهترین‌های سال ۱۹۹۸ در آوریل و می سال ۱۹۹۹ اعطا خواهد شد.

### جایزه بهترین‌های دهه
این جایزه هر ۱۰ سال یک بار اعطا می‌شود و برترین هنرمند دهه شناخته می‌شود. این جایزه در آخرین سال اتمام آن دهه اعطا خواهد شد به این گونه که بهترین هنرمند دهه ۹۰ میلادی، در واپسین ماه‌های سال ۱۹۹۹ میلادی معرفی خواهد شد.
که تا به حال پنج هنرمند توانستند چنین افتخاری به دست آورند که نام‌های آن‌ها به شرح زیر است:
- جورج استریت دهه ۲۰۰۰ تا ۲۰۱۰ (اعطا شده در ۲۰۰۹)
- گارت بروکس دهه ۱۹۹۰ تا ۲۰۰۰ (اعطا شده در ۱۹۹۹)
- آلاباما (Alabama)) دهه ۱۹۸۰ تا ۱۹۹۰ (اعطا شده در ۱۹۸۹)
- لوردا لین (Loretta Lynn) دهه ۱۹۷۰ تا ۱۹۸۰ (اعطا شده در ۱۹۷۹)
- مارتی رابینز (Marty Robbins)دهه ۱۹۶۰ تا ۱۹۷۰ (اعطا شده در ۱۹۶۹)

این پنج هنرمند از نظر آکادمی موسیقی کانتری موفق‌ترین و بهترین هنرمندان عرصه موسیقی کانتری در طول پنجاه سال شناخته می‌شوند.